# Luas (Dublin)
Luas (em irlandês significa velocidade), também em fase de desenvolvimento como Dublin Light Rail System, é um sistema de metro ligeiro ou eléctrico que serve a cidade de Dublin.
Existem actualmente duas linhas do Luas. A Linha Verde, que começou a operar em 30 de Junho de 2004, enquanto que a Linha Vermelha só começou a operar em 26 de Setembro de 2004. É um dos 450 sistemas ferroviários ligeiros a operar em cidades, a nível mundial. Desde 2008, o sistema conta com 36 estações e 25 km de linha.
O Luas é operado pela Veolia Transport, sob proposta da Railway Procurement Agency (RPA). É uma parte importante da estratégia do Instituto de Transportes de Dublin (2000-2016). Existem actualmente duas linhas, mas está projectado o seu alargamento, bem como novas estações.

## Linhas e estações
| Linha verde    | St Stephen's Green - Harcourt - Charlemont - Ranelagh - Beechwood - Cowper - Milltown - Windy Arbour - Dundrum - Balally - Kilmacud - Stillorgan - Sandyford |
| Linha vermelha | Connolly - Busáras - Abbey Street - Jervis - Four Courts - Smithfield - Museum - Heuston - James's - Fatima - Rialto - Suir Road - Goldenbridge - Drimnach - Blackhorse - Bluebell - Kylemore - Red Cow - Kingswood - Belgard - Cookstown - Hospital - Tallaght |